# اتحادات نقابات العمال في المملكة المتحدة

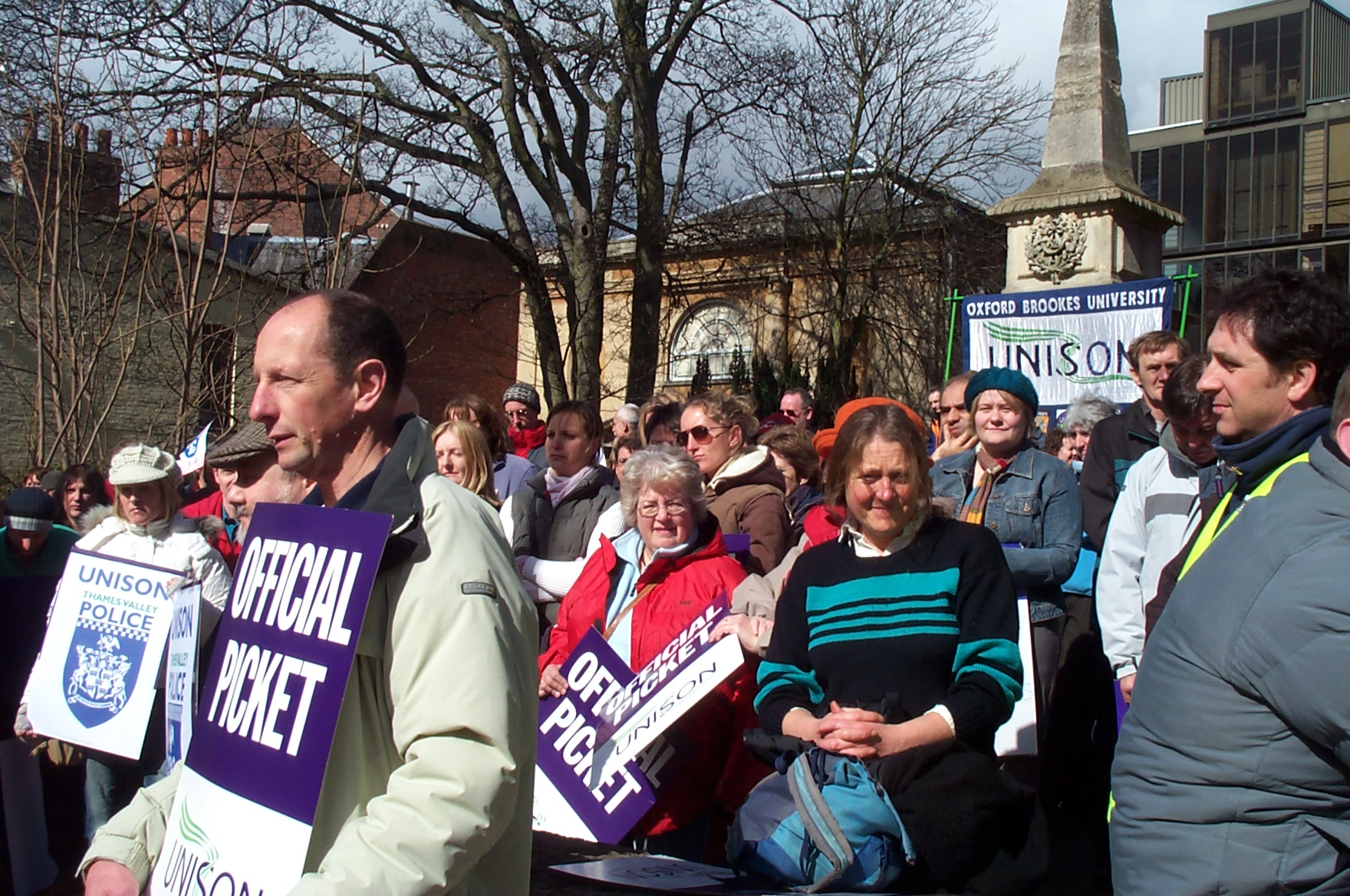
مسيرة لنقابة العمال UNISON في أكسفورد خلال (إضراب صناعي) 2006

رُفع الحظر عن اتحادات نقابات العمال في المملكة المتحدة للمرة الأولى بموجب توصية من اللجنة الملكية في عام 1867، التي وافقت على أن تأسيس منظمات كان أمرًا يصب في مصلحة كل من أصحاب العمل والعمال. مع تشريعها في عام 1871، سعت الحركة العمالية إلى إصلاح الظروف الاقتصادية الاجتماعية للعمال في الصناعات البريطانية، وأفضى سعي اتحاد نقابات العمال وراء هذا الأمر إلى تأسيس لجنة تمثيلية للعمال التي شكلت عمليًا الأساس الذي يقوم عليه حزب العمال اليوم والذي ما يزال يمتلك صلات واسعة مع حركة اتحاد نقابة العمال في بريطانيا. أضعفت حكومات مارغريت تاتشر من صلاحيات النقابات في الثمانينيات من القرن العشرين، ولا سيما جعل الإضرابات أكثر صعوبة من الناحية القانونية، وانتقد البعض ضمن اتحادات نقابات العمال البريطانية حكومة حزب العمال التي ترأسها توني بلير لعدم إبطالها بعض التغييرات التي قامت بها تاتشر. معظم النقابات البريطانية هي عضو في مؤتمر نقابات العمال (تأسس في عام 1867) أو، حيثما كان ذلك ملائمًا، في مؤتمر نقابات العمال الاسكتلندية أو المؤتمر الإيرلندي لنقابات العمال، الذي يعتبر المركز النقابي الوطني للبلاد.
تناقصت العضوية بشكل ملحوظ في الثمانينيات والتسعينيات من القرن العشرين، إذ انخفض الرقم من 13 مليون عضو في عام 1979 إلى نحو 7.3 مليون في عام 2000. في شهر سبتمبر من عام 2012 تناقصت العضوية في النقابات إلى أقل من 6 مليون عضو للمرة الأولى منذ الأربعينيات من القرن العشرين. ومنذ ذلك الحين أخذت العضوية في النقابات تتزايد بشكل تدريجي من جديد، لتصل إلى 6.44 مليون عضو في عام 2019.

## التاريخ

### القانون
بشكل شديد الشبه بقانون الشركات في المملكة المتحدة، كانت نقابات العمال تُعتبر منظمات إجرامية حتى قانون الدمج لعام 1825، وكانت تعتبر منظمات شبه قانونية وتخضع لمبدأ تقييد التجارة حتى إقرار قانون اتحاد نقابات العمال لعام 1871. ألغى هذا القانون قيود القانون العام إلا أنه تبنى موقفًا امتناعيًا في ما يتعلق بالقضايا الداخلية للنقابات. أعفى قانون الجدل التجاري لعام 1906 تمويلات نقابات العمال من المسؤولية عن الأضرار والمخالفات، وأعطت هذه الحرية قوة كبيرة لاعتصامات النقابة.

### التنظيم الديمقراطي
يجد المبدأ القائل أن القانون العام وضع موضع التنفيذ قوانين خاصة بإحدى النقابات، وأن الاتحادات كانت حرة في ترتيب قضاياها، انعكاسه في اتفاقية الارتباط الحر وفي المادة رقم 11 من الاتفاقية الأوروبية لحقوق الانسان الخاضعة لمطلب فرض التشريعات «الضرورية لمجتمع ديمقراطي». وينبغي أن تمتلك النقابات هيئة تنفيذية وينبغي أن تُنتخب تلك الهيئة، بموجب الفقرتين 46 و56 لقانون علاقات العمال ونقابات العمال لعام 1992، كل خمس سنوات على الأقل في تصويت بريدي سري ومتساو بين أعضاء النقابة.